# Erik Tack
Erik Tack, né le 8 octobre 1958 à Renaix est un homme politique belge flamand, membre du Vlaams Belang.
Il est docteur en médecine (KUL).

## Fonctions politiques
- conseiller communal à Renaix (2001-)
- député au Parlement flamand:
  - du 6 juillet 2004 au 25 mai 2014